# Saint-Éloy-les-Tuileries
Saint-Éloy-les-Tuileries é uma comuna francesa na região administrativa da Nova Aquitânia, no departamento de Corrèze. Estende-se por uma área de 9,13 km². Em 2010 a comuna tinha 103 habitantes (densidade: 11,3 hab./km²).